# Christina Robinson
Christina Robinson, née le 2 août 1997, est une actrice américaine connue pour son interprétation d'Astor Bennett dans la série Dexter.
Elle a remporté à deux reprises, en 2008 et 2009, le Young Artist Award de la meilleure performance dans une série télévisée pour une jeune actrice.
Sa sœur jumelle, Courtney, est également actrice.